# سوار الذهب (مجلة)
سوار الذهب (بالإنكليزية: Gold Ring ؛ اليابانية: ゴールド・リングغورودو رينجو) هي سلسلة مانغا للأطفال، صدرت باللغة العربية الفصحى في الإمارات العربية المتحدة. وقد كتب سيناريو هذه الرواية الكاتب الإماراتي قيس صدقي (الذي قام بنشرها في دار نشر خاصة به في الإمارات بايج فليب)، وقام بإعداد الرسوم ثنائي رسامات المانغا اليابانيتان تحت الاسم المستعار أكيرا هيميكاوا بإشراف من دار النشر شوغاكوكان سكوير اليابانية. صدرت المانغا أيضاً بالإنكليزية لكن تحت الطلب عبر البريد.
عندما أسس صدقي دار نشر "بيج فليب" في دبي كتب أنه أراد مكافحة الاعتقاد السائد بأن اللغة العربية الفصحى المرتبطة بالواجبات المدرسية "مملة". وللمساعدة في تأليف قصته المصورة تواصل صدقي مع ثنائي من فنانات القصص المصورة يُعرفان باسم أكيرا هيميكاوا وطلب استشارتهما حول أفضل طريقة للتعبير عن أسلوب المانجا. ثم أصبح الثنائي هيميكاوا فناني القصة. وقد حصلت رواية خاتم الذهب على جائزة الشيخ زايد للكتاب لأدب الأطفال لعام 2010.

## الإبداع والتصور
أصبح صدقي مهتمًا باليابان عندما كان طفلاً. سافر لأول مرة إلى اليابان في عام 2001. لقد اختار رسامين يابانيين حتى يعكس أسلوب الرسم ذلك الموجود في اليابان.
لم تسافر الرسامتين تحت اسم القلم أكيرة هيميكاوا إلى الإمارات العربية المتحدة أثناء إنشاء جولد رينج. بل استخدمتا صوراً لدولة الإمارات العربية المتحدة كمراجع. كما اختار المترجم ساحة شوغاكوكان الموجودة في اليابان والذي عمل كوسيط بين الكاتب والفنانين. استخدم صدقي صهره حسن كنموذج لشخصية حسن؛ وذكر صدقي أن العديد من القراء شعروا أن حسن يشبهه.

## القصة
تدور أحداث القصة في محيط عربي خليجي، حول ولد اسمه سلطان وهو فتى عربي يشاهد مسابقة الصيد بالصقور "خاتم الذهب" مع صديقه زياد. في المسابقة وجدوا صقرًا في قفص. ثم يقنع سلطان صديقه بإطلاق الصقر في البرية. ويقوم بتحرير الصقر من قفص أثناء مباراة لمربي الصقور لكن الصقر يعود في اليوم التالي للصبي، الذي يقرر تسميته ماجد ويقوم بتدريبه وترويضه كي يشارك هو الآخر في مسابقة الصيد بالصقور القادمة.
وفقًا لصحيفة جلف نيوز تدور أحداث القصة في الإمارات العربية المتحدة.
بدأ العمل على السلسلة في 2006 لكن صدر أول عدد في 2008، متبوعاً بعدد ثانٍ في مارس 2012. وكان من المقرر إصدار النسخة الإنجليزية من المجلد الأول في اليوم التالي. مرد التأخير أنه رغم إعجاب الفنانتين بالإطار المكاني والثقافي العربي كقالب قصصي، إلا أنهما كانتا مرتبطتين بمشاريع أخرى مثل قصص المانغا المقتبسة عن سلسلة ألعاب زيلدا (يذكر أنهما أنجزتا أيضاً نسخة مانغا 2003 لسلسلة أسترو بوي). ولقد أعلن Akira Himekawa (الاسم المستعار من الثنائي duo A. Honda و S. Nagano) على صفحتهما في في الـ 19 من يونيو أن استديو غايناكس سيقوم بتحول رواية سوار إلى مشروع أنمي.

## الإطلاق
أقام صدقي حفل توقيع لكتابه الجزء الثاني في كينوكونيا دبي. حيث حاول الحصول على رقم قياسي في موسوعة غينيس للأرقام القياسية لأكبر عدد من الكتب الموقعة خلال حدث واحد في ذلك الوقت كان هذا الرقم 1951 كتابًا. لكنه حصل على 451 كتابًا موقعًا

## وصلات خارجية
- سوار الذهب نسخة محفوظة 21 يونيو 2012 على موقع واي باك مشين.
- سوار الذهب تحصل على أنمي
- Pageflip Publishing نسخة محفوظة 16 يوليو 2010 على موقع واي باك مشين.
  - حوار مع قيس صدقي (الجزء الأول) - مجلة سيل
  - حوار مع قيس صدقي (الجزء الثاني) - مجلة سيل
  - تومسون، جيسون. " سواري الذهب: مشاركة المانجا العربية اليابانية في خاتم الذهب ". كوميكسولوجي . 14 أكتوبر 2010.